# اولیور والاس
اولیور والاس (انگلیسی: Oliver Wallace؛ ۶ اوت ۱۸۸۷ – ۱۵ سپتامبر ۱۹۶۳) یک آهنگساز و رهبر ارکستر اهل بریتانیا بود.
وی همچنین در مراسم اسکار ۱٩۴٢ به همراه فرانک چرچیل برنده جایزه اسکار بهترین موسیقی فیلم برای انیمیشن دامبو شده است.